# Градище (Милутинце)
Вижте пояснителната страница за други значения на Градище.
Градище (на македонска литературна норма: Градиште) е късноантична крепост, разположена над кривопаланското село Милутинце, Северна Македония.

## Местоположение
Крепостта е разположена на високия хълм над селото, край стария път Скупи – Пауталия.

## История
Градище е археологически обект от Късната античност. На заравненото било на хълма се виждат останки от сгради, основи и стени. На повърхността се откриват фрагменти от керамични съдове и строителен материал. В западната част на сградата има кладенец, ограден с каменни плочи, поставени вертикално.